# Volkswagen Polo VI
El Volkswagen Polo VI es la sexta generación del Polo y es producido por Volkswagen. Se presentó el 16 de junio de 2017. El 17 de julio de 2017 salieron los primeros ejemplares de la producción en serie en la fábrica Volkswagen Navarra S.A. en Pamplona; Se ofreció a partir del 4 de agosto de 2017. El 29 de septiembre de 2017 se presentó por primera vez en los distribuidores de Alemania.
El Polo VI se basa en la nueva plataforma MQB-A0. Es el segundo vehículo en utilizarla después del SEAT Ibiza V presentado en enero de 2017; en el futuro seguirá siendo usada por más modelos de SEAT, Volkswagen, Audi y Škoda. Igual que el Ibiza, el Polo se ofrece exclusivamente como hatchback de cinco puertas.
La versión sedán del Polo se conoce como Virtus y al comienzo se construye y vende únicamente en Brasil y poco a poco en más mercados de América Latina.

## Historia y características
La sexta generación del Polo debutó mundialmente el 16 de junio de 2017. Su presentación en sociedad tuvo lugar en el Salón del Automóvil de Fráncfort de 2017.
La carrocería de tres puertas ya no es ofrecida ni siquiera en la versión deportiva GTI. El Polo VI vuelve a aumentar sus dimensiones, ya que utiliza la nueva plataforma MQB-A0 que también da vida al SEAT Ibiza V. Ahora mide 4,05 metros de longitud, 1,75 metros de ancho y 1,45 metros de alto, con un maletero de 351 litros de capacidad. Esto hace que el Polo VI ahora sea ligeramente más grande que un Golf III.
Estrena nuevas tecnologías como el acceso sin llave, asistente de aparcamiento automático, asistente de salida de aparcamiento, control de crucero adaptativo, cuadro de mandos completamente digital, carga inalámbrica para móviles y faros principales Full LED. La producción del Polo de sexta generación empezó el 17 de julio de 2017 en la factoría navarra de Landaben, Pamplona.
Inicialmente, el Polo está disponible en las versiones Edition, Advance, Sport, R-Line y GTI.
En el otoño de 2020, el Polo se rediseñó visualmente con el cambio al año modelo 2021. Desde entonces, el vehículo se ha suministrado con el nuevo logotipo de Volkswagen y las letras de Polo en el portón trasero, que alguna vez estuvo en la parte inferior izquierda, ahora se ha colocado en una nueva fuente en el medio debajo del logotipo de VW. Técnicamente, ha habido una actualización del "Modular Infotainment Kit 3" (MIB3).

### Volkswagen Polo VI GTI

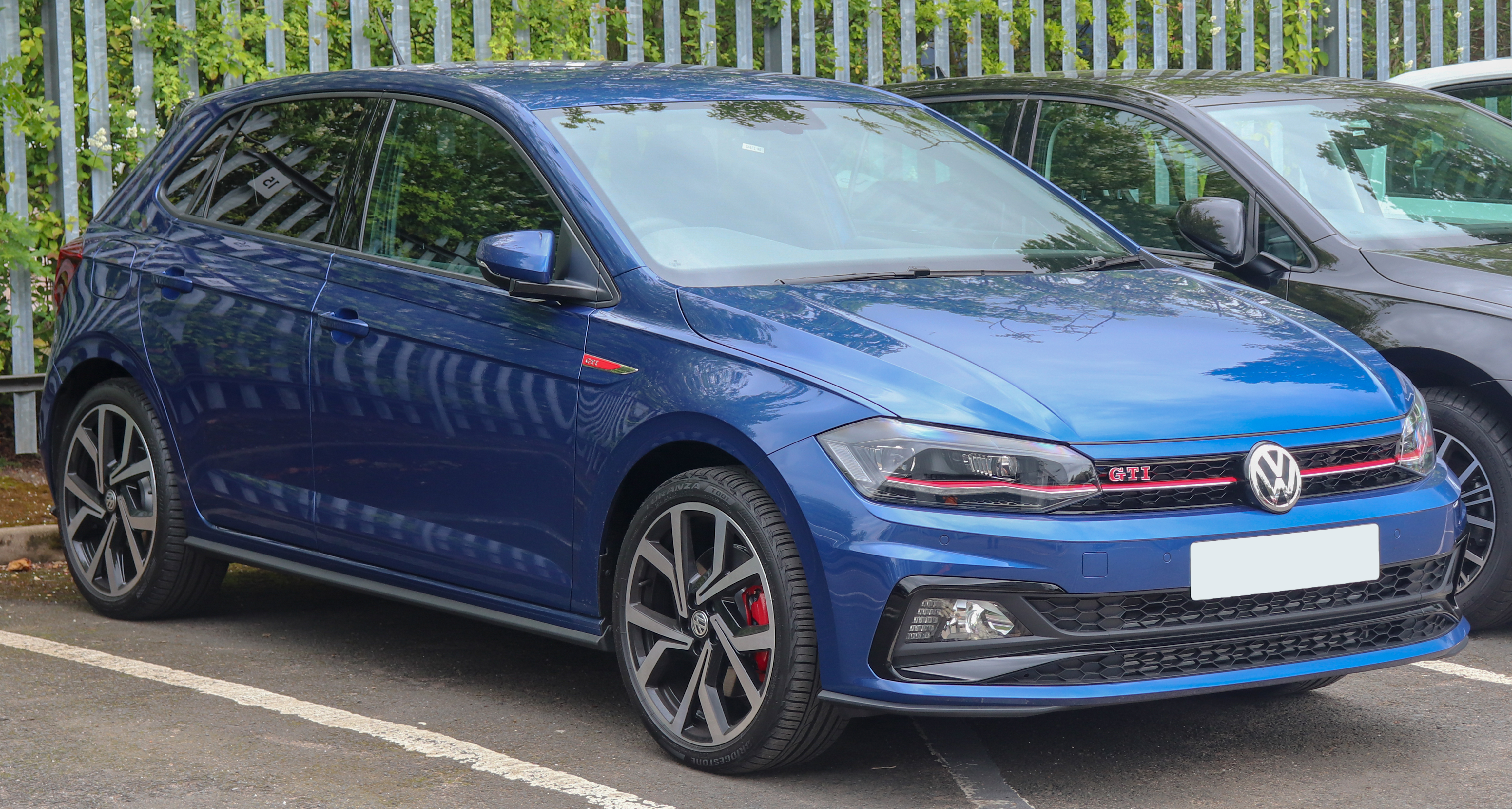
Polo VI GTI.

El Polo GTI de sexta generación es más grande que su predecesor aunque conserva la esencia deportiva que los modelos deportivos del Polo han tenido desde 1979. Conserva las señas de identidad que siempre lo caracterizaron, incluyendo los detalles en color rojo en el frontal, el emblema GTI, la parrilla nido de abeja y la tapicería a cuadros clark. Ofrece llantas de aleación de hasta 18 pulgadas, calipers pintados de rojo y la instrumentación digital configurable.
Su motor es un TSI de 2.0 litros con 200 PS de potencia, que puede combinarse con una transmisión manual de seis relaciones o automática DSG con doble embrague y siete velocidades. Tiene 320 Nm de torque, suspensión deportiva y bloqueo del diferencial XDS.
Cuenta además con Front Assist con frenado de emergencia en ciudad y monitoreo de peatones, monitor de punto ciego, sistema de protección proactiva de ocupantes y sistema de frenado automático post-colisión.

### Motorizaciones
La oferta de motores contempla en gasolina a los MPI 1.0 con 65 CV de potencia, MPI 1.0 con 75 CV, TSI 1.0 de 95 CV, TSI 1.0 de 115 CV, el nuevo TSI Evo de 1.5 litros con 150 CV y un nuevo TSI de 2.0 litros y 200 CV para el Polo GTI. La oferta diésel se basa en los TDI de 1.6 litros de 80 CV y TDI de 1.6 litros con 95 CV de potencia. Un total de 9 opciones de motorización están disponibles.
La transmisión manual de cinco velocidades se ofrece de serie en los MPI 1.0 y TDI 1.6 litros de 80 CV, mientras que los demás podrán combinarse tanto con una transmisión manual de seis velocidades o automática DSG con doble embrague y siete velocidades.
| Periodo                        | 2017-2018                 | 2018-presente             | 2017-2018             | 2018-presente         | 2017-presente                                     | 2017-presente                                     | 2019-presente   | 2018-presente                                               | 2017-2018                                     | 2018-presente                                     | 2017-2018                                     |           |           |           |           |           |
| Serie del motor                | VW EA211                  | VW EA211                  | VW EA211              | VW EA211              | VW EA211                                          | VW EA211                                          | VW EA211 (DSJA) | VW EA211 evo                                                | VW EA888                                      | VW EA888                                          | VW EA211                                      |           |           |           |           |           |
| Tipo de motor                  | L3 12v                    | L3 12v                    | L3 12v                | L3 12v                | L3 12v, inyección directa, turbo, intercooler     | L3 12v, inyección directa, turbo, intercooler     |                 | L4 16v, ciclo Miller, inyección directa, turbo, intercooler | L4 16v, inyección directa, turbo, intercooler | L4 16v, inyección directa, turbo, intercooler     | L3 12v, inyección directa, turbo, intercooler |           |           |           |           |           |
| Diámetro x carrera             | 74.5 mm × 76.4 mm         | 74.5 mm × 76.4 mm         | 74.5 mm × 76.4 mm     | 74.5 mm × 76.4 mm     | 74.5 mm × 76.4 mm                                 | 74.5 mm × 76.4 mm                                 |                 | 74.5 mm × 85.9 mm                                           | 82.5 mm × 92.8 mm                             | 82.5 mm × 92.8 mm                                 | 74.5 mm × 76.4 mm                             |           |           |           |           |           |
| Cilindrada                     | 999 cm³                   | 999 cm³                   | 999 cm³               | 999 cm³               | 999 cm³                                           | 999 cm³                                           | 1395 cm³        | 1498 cm³                                                    | 1984 cm³                                      | 1984 cm³                                          | 999 cm³                                       |           |           |           |           |           |
| Relación de compresión         | 10.5: 1                   | 10.5: 1                   | 10.5: 1               | 10.5: 1               | 10.5: 1                                           | 10.5: 1                                           | 10.5: 1         | 10.5: 1                                                     | 11.7: 1                                       | 11.7: 1                                           | 10.5: 1                                       |           |           |           |           |           |
| Potencia máxima: CV (kW) @ rpm | 65 CV (48 kW) @ 5000-6000 | 65 CV (48 kW) @ 5000-6000 | 75 CV (55 kW) @ 6200  | 80 CV (59 kW) @ 6200  | 95 CV (70 kW) @ 5000-5500                         | 115 CV (85 kW) @ 5000-5500                        |                 | 150 CV (110 kW) @ 5000-6000                                 | 200 CV (147 kW) @ 4400-6000                   | 200 CV (147 kW) @ 4400-6000                       | 90 CV (66 kW) @ 5000                          |           |           |           |           |           |
| Par máximo: Nm @ rpm           | 95 Nm @ 3000-4300         | 93 Nm @ 3750              | 95 Nm @ 3000-4300     | 93 Nm @ 3750          | 175 Nm @ 2000-3500                                | 200 Nm @ 2000-3500                                |                 | 250 Nm @ 1500-3500                                          | 320 Nm @ 1500-4350                            | 320 Nm @ 1500-4350                                | 160 Nm @ 1900-3500                            |           |           |           |           |           |
| Tracción                       | Delantera                 | Delantera                 | Delantera             | Delantera             | Delantera                                         | Delantera                                         | Delantera       | Delantera                                                   | Delantera                                     | Delantera                                         | Delantera                                     | Delantera | Delantera | Delantera | Delantera | Delantera |
| Transmisión                    | Manual, 5 velocidades     | Manual, 5 velocidades     | Manual, 5 velocidades | Manual, 5 velocidades | Manual, 5 velocidades / Automática, 7 velocidades | Manual, 6 velocidades / Automática, 7 velocidades |                 | Automática, 7 velocidades                                   | Automática, 6 velocidades                     | Manual, 6 velocidades / Automática, 6 velocidades | Manual, 5 velocidades                         |           |           |           |           |           |
| Aceleración 0–100 km/h         | 15.5 s                    | 16.1 s                    | 14.9 s                | 15.4 s                | 10.8 s                                            | 9.5 s                                             |                 | 8.2 s                                                       | 6.7 s                                         | 6.7 s                                             | 11.9 s                                        |           |           |           |           |           |
| Velocidad máxima               | 164 km/h                  | 164 km/h                  | 170 km/h              | 171 km/h              | 187 km/h                                          | 200 km/h                                          |                 | 216 km/h                                                    | 237 km/h                                      | 240 km/h                                          | 183 km/h                                      |           |           |           |           |           |
| Consumo combinado (L/100 km)   | 4.7-4.8                   | 4.7-4.8                   | 4.7-4.8               | 4.7-4.8               | 4.4-4.6                                           | 4.6-.4.7                                          |                 | 5.1                                                         | 5.9                                           | 6.3                                               | 4.8-4.9                                       |           |           |           |           |           |
| Norma anticontaminación        | Euro 6                    | Euro 6d                   | Euro 6                | Euro 6d               | Euro 6 / Euro 6d                                  | Euro 6 / Euro 6d                                  |                 | Euro 6d                                                     | Euro 6                                        | Euro 6d                                           | Euro 6                                        |           |           |           |           |           |

| Periodo                        | 2017-2020                                                                               | 2017-2020                                                                               |           |           |           |
| Serie de motor                 | VW EA288                                                                                | VW EA288                                                                                |           |           |           |
| Tipo de motor                  | L4 16v, inyección directa, Common-Rail, turbo, intercooler, DPF (filtro antipartículas) | L4 16v, inyección directa, Common-Rail, turbo, intercooler, DPF (filtro antipartículas) |           |           |           |
| Diámetro x carrera             | 79.5 mm × 80.5 mm                                                                       | 79.5 mm × 80.5 mm                                                                       |           |           |           |
| Cilindrada                     | 1598 cm³                                                                                | 1598 cm³                                                                                |           |           |           |
| Relación de compresión         | 16.2: 1                                                                                 | 16.2: 1                                                                                 |           |           |           |
| Potencia máxima: CV (kW) @ rpm | 80 CV (59 kW) @ 2700-4800                                                               | 95 CV (70 kW) @ 2750-4600                                                               |           |           |           |
| Par máximo: Nm @ rpm           | 230 Nm @ 1400-2400                                                                      | 250 Nm @ 1500-2600                                                                      |           |           |           |
| Tracción                       | Delantera                                                                               | Delantera                                                                               | Delantera | Delantera | Delantera |
| Transmisión                    | Manual, 5 velocidades                                                                   | Manual, 5 velocidades / Automática, 7 velocidades                                       |           |           |           |
| Peso                           | 1280 kg                                                                                 | 1280 kg                                                                                 |           |           |           |
| Aceleración 0–100 km/h         | 12.9 s                                                                                  | 11.2 s                                                                                  |           |           |           |
| Velocidad máxima               | 175 km/h                                                                                | 185 km/h                                                                                |           |           |           |
| Consumo combinado (L/100 km)   | 3.6-3.8                                                                                 | 3.6-3.8                                                                                 |           |           |           |
| Norma anticontaminación        | Euro 6                                                                                  | Euro 6                                                                                  | Euro 6    |           |           |

## Adaptación a Iberoamérica
El modelo sufrió una serie de modificaciones y adaptaciones a la región, según la versión/modelo que se evalúe se destacan respecto al europeo las siguientes:
- El Centro de Diseño de VW Brasil modificó el diseño original de Bishoff y aplicó cambios en el frente del auto
- Faros frontales de iluminación halógena (convencionales)
- Faros frontales convencionales, sin luces diurnas de leds (DRL)
- Se ofrece sin techo corredizo para el MSi y posee uniones de paneles de carrocería más notorios
- Luces traseras de distinto diseño sin agregados leds
- El baúl se abre con un botón en el habitáculo o desde la llave
- Asientos de diseño y tapizado más sencillo
- Pantalla multimedia más pequeña
- Controles del aire acondicionado más sencillos
- Pierde zonas tapizadas en piel sintética cómo la palanca del Freno de Mano
- Revestimientos en puertas delanteras y tablero en plástico rígido (el europeo tiene plástico de inyectado suave)
- Posee neumático de auxilio de uso temporal (el europeo sólo ofrece un kit de reparación
- Materiales en general más austeros

### Motorización
Hay una diferencia bastante significativa en cuanto a la oferta de motores para el Polo VI que se vende en Centro y Sudamérica (a septiembre de 2019, en México aún se sigue vendiendo la quinta generación del Polo, proveniente de la India, que usa la plataforma PQ25), mientras que en Europa la oferta de motores va desde un 1.0 tres cilindros con apenas 65 HP, pasando por 2 motores TSI también de 1.0 litro de desplazamiento con tres cilindros pero con 95 HP y 115 HP respectivamente hasta llegar a un TDI 1.6 cuatro cilindros con 95 HP o incluso versiones potenciadas con gas natural comprimido, en América la oferta es mucho más pequeña, quedando reducida hasta solo 3 motores dependiendo del país : 
- MSI 1.0 litros de 3 cilindros (muy parecido al que se ofrece en Europa, con la diferencia que este último también puede funcionar con etanol, función no disponible en el Viejo Continente) que genera 75 HP con gasolina y 84 HP con etanol.

- MSI 1.6 litros de 4 Cilindros y 110 HP, este es el motor de “serie” que se ofrece en todo Centro y Sudamérica, y prácticamente el único motor disponible en todos los países, esto último por el elevado costo de montar el TSI 200.

- TSI 200 1.0 litros de 3 cilindros, este motor se llama así porque el número “200” representa los Newton Metro/Torque que genera el motor, además, al igual que el 1.0 aspirado de 3 cilindros, este motor TSI también puede funcionar con etanol generando 116 HP con gasolina y 128 HP con etanol, aunque, por el momento este motor está reservado únicamente para Brasil, debido supuestamente al elevado costo de montarlo en modelos de exportación a otros países.

## Seguridad

### Latin NCAP

#### 2022
El Polo VI en su configuración latinoamericana más básica con 4 airbags recibió 3 estrellas de Latin NCAP en 2022 (similar a Euro NCAP 2014).

### Euro NCAP

#### 2017
El Polo VI en su configuración europea estándar recibió 5 estrellas de Euro NCAP en 2017.

#### 2022
El Polo VI en su configuración europea estándar recibió 5 estrellas de Euro NCAP en 2022.

## Galería
|                                                          |
| Polo Trendline blanco con los faros de niebla encendidos |

|                |
| R-line 1.0 TSI |

|                                  |
| Vista trasera del R-line 1.0 TSI |

|          |
| Interior |

|                                 |
| Active Info Display del Polo VI |

| |
| Un Polo VI y un Golf VII versiones Highline lado a lado. El Polo VI es a penas 50 mm menos ancho que el Golf VII |